# Abu Kamil
Abu-Kamil Shoja ben-Aslam ou Abu Kamil Shuja Ibn Aslam (arabe : ابو كامل), mathématicien et ingénieur égyptien, plus connu sous le nom d'Al-Hasib Al Misri serait probablement né en Égypte vers 830 ou 850, mort vers 900 ou 930.

## Travaux
C’est l’un des successeurs d’Al-Khuwārizmī et il joue un grand rôle dans le développement de l’algèbre. Il propose, dans son Algèbre, 69 problèmes des premier et second degrés, les applications de l'algèbre au pentagone régulier et au décagone, les équations diophantiennes. Il y manipule brillamment les racines et expose la résolution de l'équation du second degré de la forme x² + p = qx, seulement lorsque les solutions sont positives.
Comme pour Al-Khuwārizmī, tout son travail sur les équations est seulement exprimé avec des mots.

## Influence
Son œuvre a beaucoup influencé les travaux de Léonard de Pise (Fibonacci), qui diffusera au XIIIe siècle en Europe le savoir algébrique arabe.